# Canyon Prince
Canyon Ryan Prince (* 14. Dezember 1977 in Knoxville, Tennessee) ist ein US-amerikanischer Filmproduzent, Schauspieler, Filmregisseur und Drehbuchautor.

## Leben
Prince ist CEO der Filmproduktionsfirmen Two Guys and a Film gemeinsam mit James Thomas und Not A King Productions, Inc. Er ist Mitglied der Producers Guild of America (PGA) und der Academy of Television Arts & Sciences. Ab 2001 übernahm er erste Episodenrollen in verschiedenen Fernsehserien und wirkte etwas später auch als Nebendarsteller in Spielfilmen wie 2003 in Timecop 2 – Entscheidung in Berlin mit. Ab 2008 trat er in verschiedenen Funktionen als Filmemacher in Erscheinung, spielte vereinzelt aber immer noch Charakterrollen.

## Filmografie (Auswahl)

### Produktion
- 2008: Groupidity (Fernsehfilm)
- 2009: The Romantic Foibles of Esteban (Fernsehserie, 3 Episoden)
- 2010: First Edition (Fernsehserie)
- 2011: The 1570 (Fernsehserie)
- 2012: Broken Home (Kurzfilm)
- 2012: KillCam: Live
- 2014: Hard Sun
- 2014: Run Like Hell
- 2017: We Need to Talk (Fernsehsendung)
- 2018: Tomb Invader (Fernsehfilm)
- 2018: Megalodon – Die Bestie aus der Tiefe (Megalodon, Fernsehfilm)
- 2018: Rent-an-Elf (Fernsehfilm)
- 2019: D-Day
- 2019: Loved To Death
- 2021: The Disparrows (Kurzfilm)
- 2022: Murder, Anyone?

### Schauspiel
- 2001: Boston Public (Fernsehserie, Episode 1x12)
- 2001: Thrills – Enthüllungen der Lust 1 (Thrills, Fernsehserie, Episode 1x04)
- 2003: Timecop 2 – Entscheidung in Berlin (Timecop: The Berlin Decision)
- 2005: My Demon Within
- 2008: The Riches (Fernsehserie, Episode 2x07)
- 2008: Groupidity (Fernsehfilm)
- 2009: The Romantic Foibles of Esteban (Fernsehserie, 3 Episoden)
- 2010: First Edition (Fernsehserie, 8 Episoden)
- 2012: Broken Home (Kurzfilm)
- 2014: Hard Sun
- 2014: Run Like Hell
- 2016: A Father’s Secret (Fernsehfilm)
- 2019: The Final Level: Flucht aus Rancala (The Final Level: Escaping Rancala)
- 2020: Battle Star Wars – Die Sternenkrieger (Battle Star Wars)
- 2020: Haven
- 2021: Killing Field (Survive the Game)
- 2021: Ashley Jones Is Perfectly Normal
- 2021: Fortress – Stunde der Abrechnung (Fortress)
- 2024: Continental Split
- 2024: Shark Warning

### Regie
- 2009: The Romantic Foibles of Esteban (Fernsehserie, 3 Episoden)
- 2010: First Edition (Fernsehserie, 9 Episoden)
- 2011: Goodnight Burbank (Fernsehserie, 3 Episoden)
- 2014: Hard Sun
- 2019: The Final Level: Flucht aus Rancala (The Final Level: Escaping Rancala)

### Drehbuch
- 2009: The Romantic Foibles of Esteban (Fernsehserie, 3 Episoden)
- 2010: First Edition (Fernsehserie)
- 2012: KillCam: Live
- 2014: Hard Sun
- 2014: Run Like Hell
- 2018: Megalodon – Die Bestie aus der Tiefe (Megalodon, Fernsehfilm)
- 2019: The Final Level: Flucht aus Rancala (The Final Level: Escaping Rancala)